# Bolívia nos Jogos Olímpicos de Inverno de 1956
A Bolívia competiu nos Jogos Olímpicos de Inverno pela primeira vez nos Jogos Olímpicos de Inverno de 1956 em Cortina d'Ampezzo, Itália.